# Marc Thévenin
Pour les articles homonymes, voir Thévenin.
Marc Thévenin, né le 28 novembre 1966 à Tarare, est un coureur cycliste français. Professionnel de 1989 à 1991, il poursuit sa carrière en tant qu'amateur jusqu'en 2002 au CC Châtillon puis au CR4C Roanne.

## Palmarès
- 1985
  - 3e du Tour du Charolais
- 1988
  - 2e du Circuit des Monts du Livradois
  - 3e du Grand Prix Mathias Nomblot
- 1989
  - Circuit des Monts du Livradois
  - Route de France
  - 2e du Circuit de la Vallée du Bédat
- 1992
  - 3e du Tour Nord-Isère
- 1993
  - Tour d'Auvergne
  - 2e du Tour Nivernais Morvan
  - 3e du Tour de l'Ain
  - 3e du Souvenir Thierry-Ferrari
- 1994
  - Grand Prix de Vougy
  - Bourg-Oyonnax-Bourg
  - Trophée des Châteaux aux Milandes
  - Grand Prix de Villapourçon
  - Tour du Pays Roannais :
    - Classement général
    - 4e étape (contre-la-montre)

  - 2e du Trophée de la ville de Cusset
  - 2e du Grand Prix du Faucigny
  - 3e du Circuit des Monts du Livradois
  - 3e de Dijon-Auxonne-Dijon
  - 3e du Circuit du Cantal
  - 3e du Grand Prix de Saint-Symphorien-sur-Coise
- 1995
  - 5e étape du Tour du Pays Roannais
  - Polymultipliée lyonnaise
  - 2e du Circuit de Saône-et-Loire
  - 2e du championnat du Lyonnais
  - 3e du Tour Nord-Isère
- 1996
  - Tour Nivernais Morvan
  - 4e étape du Tour du Pays Roannais
  - 2e du Tour du Pays Roannais
  - 2e de Troyes-Dijon
  - 2e du Circuit du Cantal
  - 3e du Tour Nord-Isère
- 1997
  - Championnat du Lyonnais
  - Grand Prix de Saint-Symphorien-sur-Coise
  - 3e étape du Tour du Pays Roannais
  - Prix de Violay
  - 2e du Prix de La Charité-sur-Loire
  - 3e de la Poly Sénonaise
  - 3e de la Polymultipliée lyonnaise
  - 3e du Circuit des Deux Ponts
- 1998
  - Grand Prix de Vence
  - Grand Prix de Vougy
  - Tour Nord-Isère
  - 3e étape du Tour du Pays Roannais
  - Grand Prix de Chardonnay
  - Grand Prix de Villapourçon
  - 2e du Tour du Charolais
  - 3e du Grand Prix de Saint-Étienne Loire
  - 3e du championnat du Lyonnais
  - 3e du Trophée des Châteaux aux Milandes
  - 3e du Circuit des Boulevards
  - 3e du Circuit des Deux Ponts
- 1999
  - Tour du Charolais
  - Grand Prix de Saint-Symphorien-sur-Coise
  - Prix des Vins Nouveaux
  - Tour du Pays Roannais :
    - Classement général
    - 2e étape

  - Prix de Violay
  - 2e du Circuit de la Vallée du Bédat
  - 2e du Tour du Chablais
  - 2e de Tarbes-Sauveterre
  - 2e du Circuit du Cantal
  - 2e du Critérium de La Machine
  - 2e du Circuit des Deux Ponts
- 2000
  - Polymultipliée lyonnaise
  - Grand Prix de Saint-Étienne Loire
  - Grand Prix Mathias Nomblot
  - 2e du Circuit de Saône-et-Loire
  - 3e du Grand Prix de Buxerolles
  - 3e du Grand Prix de Chardonnay
- 2001
  - Circuit de Saône-et-Loire
  - Tour du Chablais
  - Grand Prix de Chardonnay
  - 3e étape du Tour de Corrèze
  - 2e du Tour Nivernais Morvan
  - 2e du Tour du Pays Roannais
  - 3e du Grand Prix de Peymeinade
  - 3e du Grand Prix de Vougy
  - 3e du Tour du Canton de Dun-le-Palestel
  - 3e de Tarbes-Sauveterre
- 2002
  - Tour de Moselle :
    - Classement général
    - 4e étape

  - Grand Prix de Vougy
  - Circuit des Communes de la Vallée du Bédat
  - Grand Prix de Plouay amateurs
  - Troyes-Dijon
  - Grand Prix de Cannes
  - Prix de Violay
  - 2e du Grand Prix de Charvieu-Chavagneux
  - 2e du Grand Prix du Faucigny
  - 2e du Grand Prix de Cours-la-Ville
  - 3e du Grand Prix des Grattons
  - 3e du Prix de La Charité-sur-Loire
  - 3e de la Polymultipliée lyonnaise